# Gwanghwamun
Gwanghwamun (en hangul, 광화문; en hanja, 光化門; romanización revisada, Gwanghwamun; McCune-Reischauer, Kwanghwamun) es la puerta principal y la más grande del Palacio de Gyeongbokgung, localizado en Seúl, Corea del Sur. Como un punto de referencia de la ciudad, así como un símbolo de la historia de Seúl durante la Dinastía Joseon, la puerta ha pasado a través de múltiples períodos de destrucción y deterioro. El reciente trabajo de restauración fue finalizado y el resultado fue exhibido al público el 15 de agosto de 2010.

## Historia

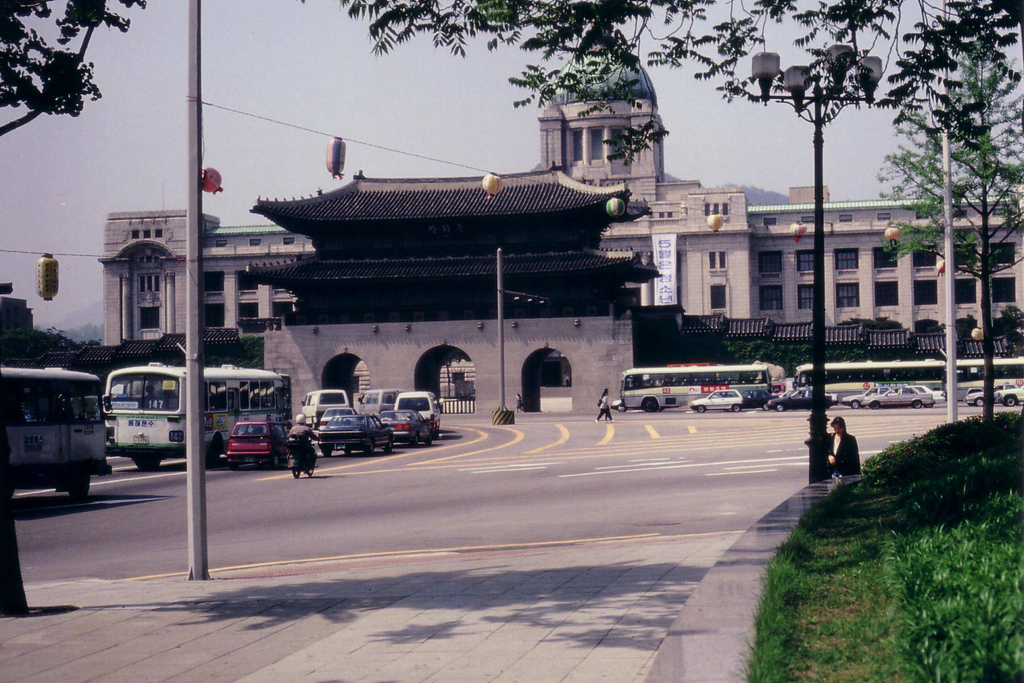
Gwanghwamun con el edificio del Gobernador General de Corea demolido en 1995-1996.

Gwanghwamun fue construida en 1395 como la entrada principal del Palacio de Gyeongbokgung, el principal y más importante palacio real durante la Dinastía Joseon. Durante la invasión japonesa de 1592 fue destruida por un incendio y fue dejada en ruinas 250 años.
Gwanghwamun fue reconstruida en 1867 junto con los restos del Palacio de Gyongbokgung por orden del regente Daewongun durante el reinado del Emperador Gojong. La puerta se mantuvo en pie hasta 1926, cuando el gobierno de ocupación japonés la desmanteló y la movió justo al sureste de la ubicación actual del Museo Folclórico Nacional de Corea para hacer espacio para la construcción del edificio del Gobernador General de Corea.
La guerra de Corea destruyó completamente la estructura de madera de Gwanghwamun y dejó su base de piedra en mal estado. En 1963, durante la administración de Park Chung-hee, la base de piedra fue de nuevo reubicada enfrente del edificio del Gobernador General. La destruida estructura de madera fue reconstruida en concreto, mientras que el letrero de Gwanghwamun fue escrito por el presidente Park en persona. Gwanghwamun permaneció como una puerta de concreto hasta finales de 2006.

## Restauración
Gwanghwamun sufrió una importante restauración desde diciembre de 2006 y fue finalizada en agosto de 2010. La puerta fue desmantelada y llevada a su sitio original, alineándola perfectamente con el eje norte-sur del Palacio de Gyeongbokgung. La restauración fue iniciada por el gobierno coreano debido al intento de restauración anterior que utilizó concreto, en vez de materiales tradicionales, y alineó la puerta con la entrada del edificio del Gobernador General, ahora destruido.
El objetivo de la última renovación fue restaurar Gwanghwamun a su construcción original de madera con meticulosa precisión histórica. El letrero de Gwanghwamun fue recreado mediante el análisis de sus centenarias fotografías de placa de vidrio, mientras que su estructura de madera fue hecha a partir de un plano creado en 1925 por el gobierno colonial japonés. La madera de pino utilizada en su construcción fue cuidadosamente seleccionada en Corea debido a que el uso de madera importada para la reconstrucción de edificios históricos estaba estrictamente prohibido.
El área ubicada frente a Gwanghwamun, conocida como la Plaza Gwanghwamun, fue abierta al público con una nueva área de plaza en agosto de 2009.
Gwanghwamun fue abierta al público el 15 de agosto de 2010 para conmemorar el Gwangbokjeol, es decir, la victoria sobre Japón. El proyecto de remodelación tuvo un costo de 28 mil millones de wones. Una nueva placa conmemorativa en la restaurada Gwanghwamun fue develada en el mismo día. Sin embargo, a principios de noviembre se podían observar algunas grietas en la placa. En diciembre del mismo año se anunció la creación de una nueva placa.